# Jardim em movimento

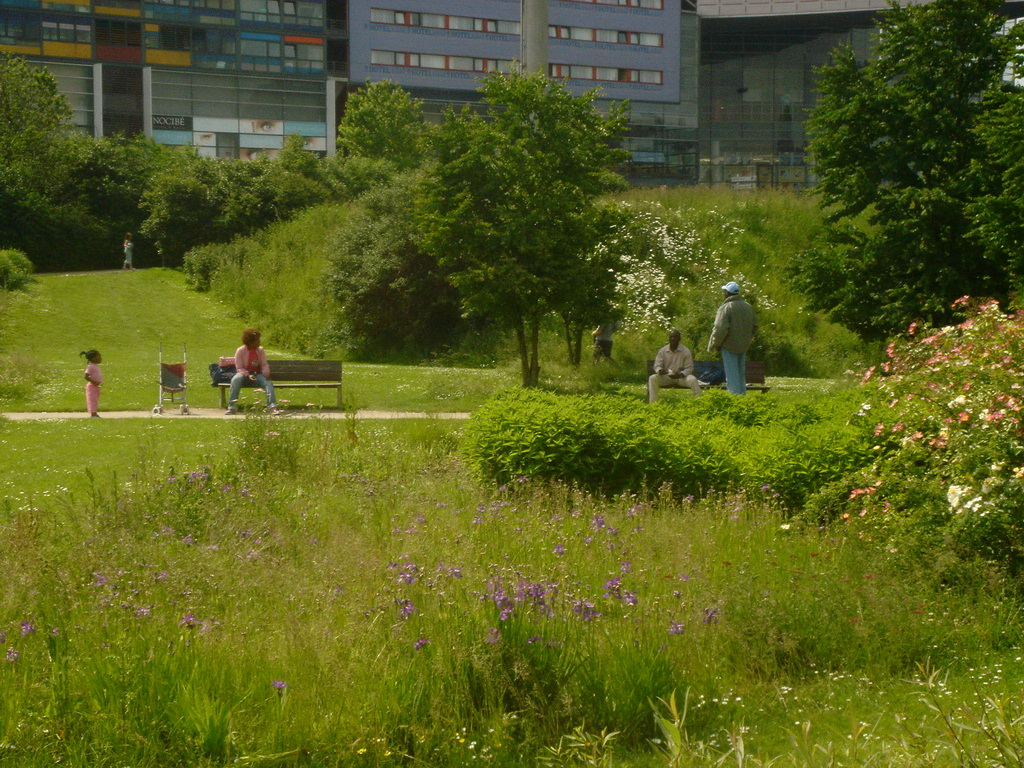
O jardim em movimento no parque Matisse em Lille.

O jardim em movimento é um conceito criado pelo paisagista francês Gilles Clément para designar tanto um tipo de jardim em que as espécies vegetais podem se desenvolver livremente como, de uma forma mais geral, uma filosofia do jardim que redefine o papel do jardineiro, atribuindo um papel central à observação, que se baseia na ideia de cooperação com a natureza .

## Origem e definição
Gilles Clément desenvolveu inicialmente esta abordagem de forma experimental a partir de 1977 em seu próprio jardim, La Vallée, no Creuse  . Ele a descreveu pela primeira vez em um artigo publicado em 1985 sob o título "La friche apprivoisée " (As terras estéreis domesticadas), seguida da explicação em seu livro Le Jardin en Mouvement (O Jardim em Movimento), publicado em 1991 .
O conceito de jardim em movimento se inspira nas terras estéreis: um terreno sem manutenção é rapidamente colonizado por numerosas plantas. Essa complexa dinâmica natural, baseada em múltiplas interações, pode ser usada para compor um espaço em perpétua evolução. O jardineiro tenta influenciar " as energias presentes — crescimentos, lutas, deslocamentos, trocas" -  para "transformá-los em seu melhor uso, sem alterar sua riqueza", e seu lema passa a ser: "Faça o máximo possível com, o mínimo possível contra."
Para canalizar a competição entre as plantas, sem controlá-la totalmente, o jardineiro pode, por exemplo, decidir podar  a cada estação uma determinada planta ou deixar outra livre: "O desenho do jardim, mudando ao longo do tempo, depende de quem o mantém, não resulta de um desenho de oficina nas mesas de desenho."
A manifestação mais visível deste método de gestão é, de fato, a movimentação física das espécies no campo, nomeadamente graças à semeadura espontânea, mas também à multiplicação vegetativa permitida entre outros por organismos subterrâneos ( rizomas, tubérculos, bolbos, etc. )  . É desse fenômeno que o jardim em movimento leva seu nome.

## Princípios e aplicação

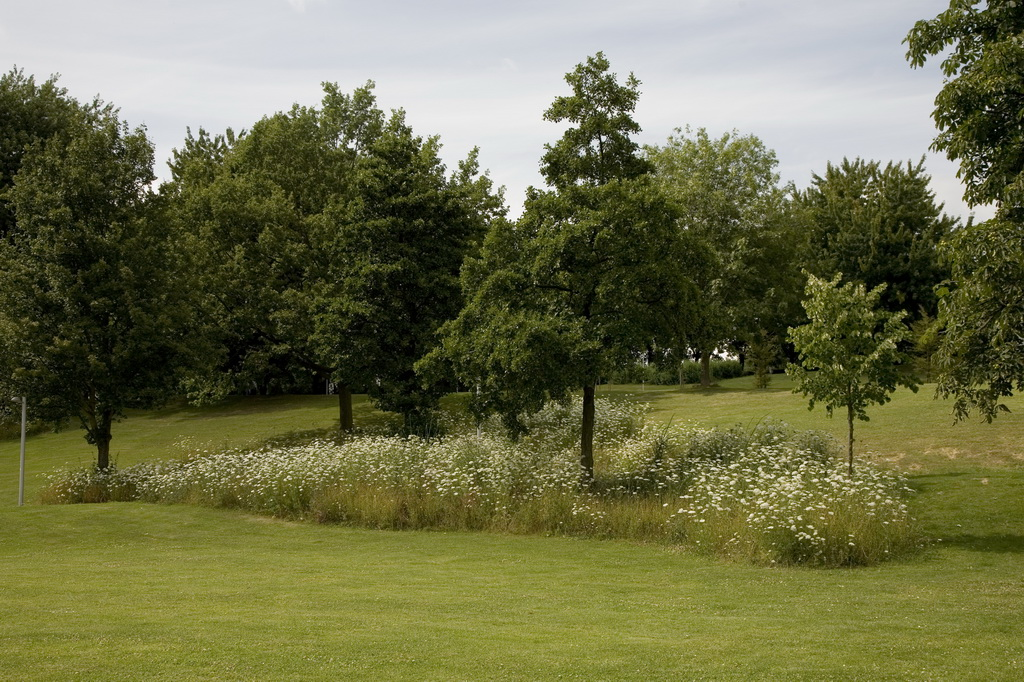
O jardim em movimento no Jardin de l'Arbre Ballon em Bruxelas.

Segundo Gilles Clément, o jardim móvel é um "estado de espírito" o qual "leva o jardineiro a observar mais e a jardinar menos. A entender melhor as espécies e seu comportamento para explorar melhor suas capacidades naturais. "Seu objetivo é de manter e aumentar a diversidade biológica, fonte de surpresas, uma garantia de futuro." Ele deve para tanto:
- "manter e aumentar a qualidade biológica dos substratos: água, terra, ar";
- "intervir com a maior economia de meios, limitando insumos, desperdícios de água, passagem de máquinas [1]"

Depois de ter desenvolvido esta abordagem no seu próprio jardim em La Vallée, Gilles Clément implementou-a num lote do parque André-Citroën em Paris, inaugurado em 1992 e seguido de vários projetos.

## Colocando em perspectiva

### Antecedentes
O conceito desenvolvido por Gilles Clément pode ser comparado a diversas teorias do jardim anteriores.
Desde o final do século XVIII, o pintor francês Pierre-Henri de Valenciennes, no capítulo "Jardins“ de seu tratado sobre pintura de paisagem, sugeria misturar as espécies, a fim de produzir "esta bela desordem que nos é oferecida pela natureza agreste e que nos causa admiração", e em particular semear "uma mistura de todos os tipos de sementes" de plantas herbáceas, deixando a natureza para germiná-las"; "o jardineiro só teria que as iluminar [...] e procurar a disposição dos grupos para afetar agradavelmente a vista ", Uma proposta que parece prefigurar o jardim em movimento  .
Certos aspectos da teoria de Gilles Clément também lembram o conceito de "jardim selvagem" tal qual foi desenvolvido por William Robinson, em sua obra The Wild Garden (1870), justamente citado na bibliografia do livro Le Jardin en mouvement . Em reação ao uso maciço de flores anuais nos jardins vitorianos, que exigem replantios caros a cada ano, Robinson defendeu a instalação de plantas perenes rústicas capazes de se naturalizar espontaneamente, especialmente os bulbos - narcisos, tulipas, etc. - abandonados nos prados floridos .
A obra do paisagista holandês Louis-Guillaume Le Roy (nascido em 1924), que desde a década de 1970 fez campanha por um novo habitat que respeitasse o caráter evolutivo e a complexidade dos ecossistemas , apresenta também tem afinidades com a abordagem do jardim em movimento .

### Jardim em movimento e gestão diferenciada
Para Gilles Clément, o jardim em movimento é um "modo de gestão, portanto de design", o qual se espalhou na França e no exterior, às vezes referindo-se ao termo genérico "manejo diferenciado"
Desenvolvido principalmente na Holanda, Alemanha e Suíça, esse método consiste em não manter todos os espaços de um jardim com a mesma intensidade ou o mesmo tipo de cuidado. Ele se estabeleceu gradualmente na França desde a década de 1990 e agora é colocado em prática em muitos serviços de espaços verdes   .
Se o manejo diferenciado também visa limitar a intervenção humana, tanto por razões ecológicas quanto econômicas, podendo entretanto ser aplicado a qualquer tipo de composição — inclusive em jardins históricos e sobre o traçado de caminhos muito regulares - sem ser acompanhado pelo movimento manifesto das plantas ao longo do tempo.

### Jardim em movimento e ecologia
As relações entre o conceito de jardim em movimento e a ecologia foram debatidas por especialistas da obra de Gilles Clément. De acordo com Danielle Dagenais, seu discurso seria baseado em um "retórica ecológica", sem se apoiar precisamente nesta ciência; ela observa que o jardim móvel do parque André-Citroën, se inspirado no princípio dos terrenos baldios, não inclui nenhuma espécie característica deste tipo de ambiente . Para Louisa Jones, essa análise seria errada porque confundiria ecologia com biologia e não levaria suficientemente em conta a maneira pela qual Clément definiu inicialmente o jardim em movimento no artigo de 1985 sobre "O deserto domesticado ". Este texto utiliza terminologia extraída da ecologia, como estudo das interações entre os seres vivos e com seu meio ambiente ou biótopo, e mais particularmente de fitossociologia ou estudo de comunidades vegetais, já que o autor fala de clímax, sucessão ecológica ou mesmo estratificação.
Ainda segundo Louisa Jones, o jardim móvel também faz parte do projeto defendido por Gilles Clément de “ecologia humanística". O próprio paisagista afirmava desde 1998: "Esta experiência (no jardim de La Vallée) durou oito anos, ao final dos quais percebi que era uma nova forma de jardinagem, mas também uma teoria que visa redefinir o lugar do homem na natureza". O seu trabalho posterior desenvolve uma reflexão de âmbito filosófico que, centrada no papel do jardineiro em relação à biodiversidade, tem continuidade nos conceitos de jardim planetário e Terceira paisagem . A teoria do jardim em movimento está, portanto, ligada desse ponto de vista à ecologia política .